# Bollingawier
Bollingawier (Fries: Bollingwier) is een buurtschap annex gehucht in de gemeente Noardeast-Fryslân, in de Nederlandse provincie Friesland. Bollingawier ligt ten noordoosten van Dokkum, tussen Hantumhuizen en Oosternijkerk. De buurtschap ligt niet ver van de N358, aan de Bollingwier en de Berchhúzen. Langs de plaats loopt het water de Paesens.

## Geschiedenis
Bollingawier wordt mogelijk al in de 9e eeuw vermeld als in uilla Orlinguerba nabij Dokkum. Of het ook echt Bollingawier betreft is onduidelijk, omdat er geen verdere duiding bij is te vinden. In 1511 werd Bollingawier in ieder geval vermeld als Bollingaweer, in 1543 als Bollingawier en Ballijnghweer, in 1615 als Bollinghwijer en in 1718 als Bollingwier. Deze plaatsnaam duidt op een voor bewoning opgeworpen hoogte (wier) die bewoond werd door de mensen van het geslacht Bollinga.
De weg Berchhúzen is genoemd naar de buurtschap Berghuizen, waarvan in het begin van de 19e eeuw alleen nog één huis was overgebleven. Deze buurtschap werd in 1511 vermeld als Berghusen en Berghuijsen en ook in de 16e eeuw nog Berchuyste. In 1886 kwam bij het overgebleven huis nog een boerderij. Aan de kant van Bollingawier kwamen in het begin van 20ste eeuw weer enkele huizen erbij. Het huis Berghuistra werd in het begin van de jaren 60 vervangen door een boerderij.
Bollingawier lag tot de gemeentelijke herindeling van 1984 in de toenmalige gemeente Oostdongeradeel. Daarna viel het tot 2019 onder de gemeente Dongeradeel, waarna deze opging in de gemeente Noardeast-Fryslân.
In 2019 deed Bollingwier mee aan de wedstrijd 'Het Slimste dorp van Nederland', waarbij de regionale voorrondes werden gewonnen.
Steden, dorpen en gehuchten: Aalsum · Anjum · Augsbuurt · Birdaard · Blija · Bornwird · Brantgum · Burum · Dokkum · Ee · Engwierum · Ferwerd · Foudgum · Genum · Hallum · Hantum · Hantumeruitburen · Hantumhuizen · Hiaure · Hogebeintum · Holwerd · Janum · Jislum · Jouswier · Kollum · Kollumerpomp · Kollumerzwaag · Lichtaard · Lioessens · Marrum · Metslawier · Munnekezijl · Moddergat · Morra · Nes · Niawier · Oosternijkerk · Oostmahorn · Oostrum · Oudwoude · Paesens · Raard · Reitsum · Ternaard · Triemen · Veenklooster · Waaxens · Wanswerd · Warfstermolen · Westergeest · Wetsens · Wierum · Zwagerbosch

Buurtschappen: Abbewier · Bartlehiem (deels) · Beintemahuis · Betterwird · Bollingawier · Bonte Hond · Bornwirdhuizen · Boteburen · Brandeburen · De Dellen · De Keegen · De Kolk · De Leegte · De Rijp · De Wirden · De Schans · Dijkshorne · Dokkumer Nieuwe Zijlen · Drieboerehuizen · Ezumazijl · Groot Medhuizen · Halfweg · Hallumerhoek · Hanenburg · Hantumerhoek · Huis ter Noord · Kettingwier · Klein Medhuizen · Kletterbuurt · Kollumeroudzijl · Krabburen · Laagland · Lutkewier · Molenbuurt · Nieuwland · Oudeterp · Oudwouderzijlen · Reidswal · Scharnehuizen · Stiem · Teerd · Teijeburen · Tergracht (deels) · Ter Lune · Tibma · Tilburen · Tiltjeburen · Vaardeburen · Veldburen · Vijfhuizen (Hallum) · Vijfhuizen (Ternaard) · Visbuurt · Weerdeburen · Westerburen · Westernijkerk · Wie · Wijgeest · Zevenhuizen

Streken: 't Schoor · Galilea · It Paradyske · Lutkelaard · Sibrandahuis · Steenharst · Steenvak · Wildpad (deels) · Zandbulten · Zwagerveen

Friesland: Steden en dorpen      Nederland: Provincies · Gemeenten